# Margaux Isaksen
Margaux Isaksen (Fayetteville, 7 ottobre 1991) è una pentatleta statunitense.

## Biografia
Anche la sorella minore Isabella Isaksen ed il cognato Amro el-Geziry sono pentatleti di caratura internazionale.
Ha rappresentato gli Stati Uniti ai Giochi olimpici estivi di Pechino 2008, Londra 2012 e Rio de Janeiro 2016, classificandosi rispettivamente al 21º, 4º e 19º posto, nella gara femminile.
Ai Giochi panamericani di Guadalajara 2011 si è laureata campionessa continentale nell'individuale.

## Palmarès
- Mondiali

Berlino 2015: bronzo nella staffetta mista
- Giochi panamericani

Guadalajara 2011: oro nell'individuale